# Villa Johann August Möbius
Die Villa Johann August Möbius steht im Ursprungsstadtteil der sächsischen Stadt Radebeul, in der Schumannstraße 5. Sie wurde 1896 durch die Baufirma „Gebrüder Ziller“ für den Fabrikdirektor Johann August Möbius errichtet.

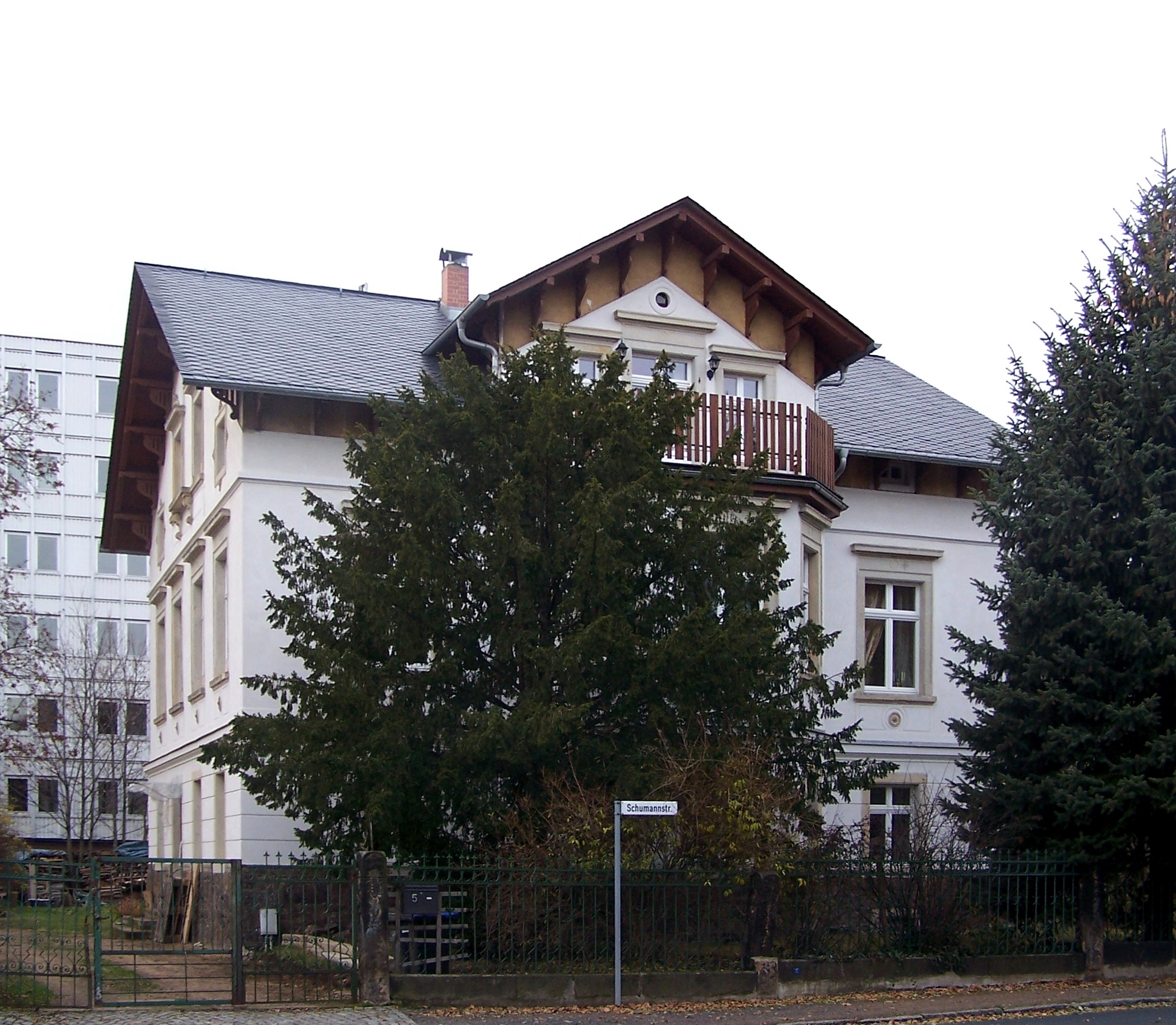
Villa Johann August Möbius

Die Villa steht im Umfeld der Radebeuler Lutherkirche.

## Beschreibung

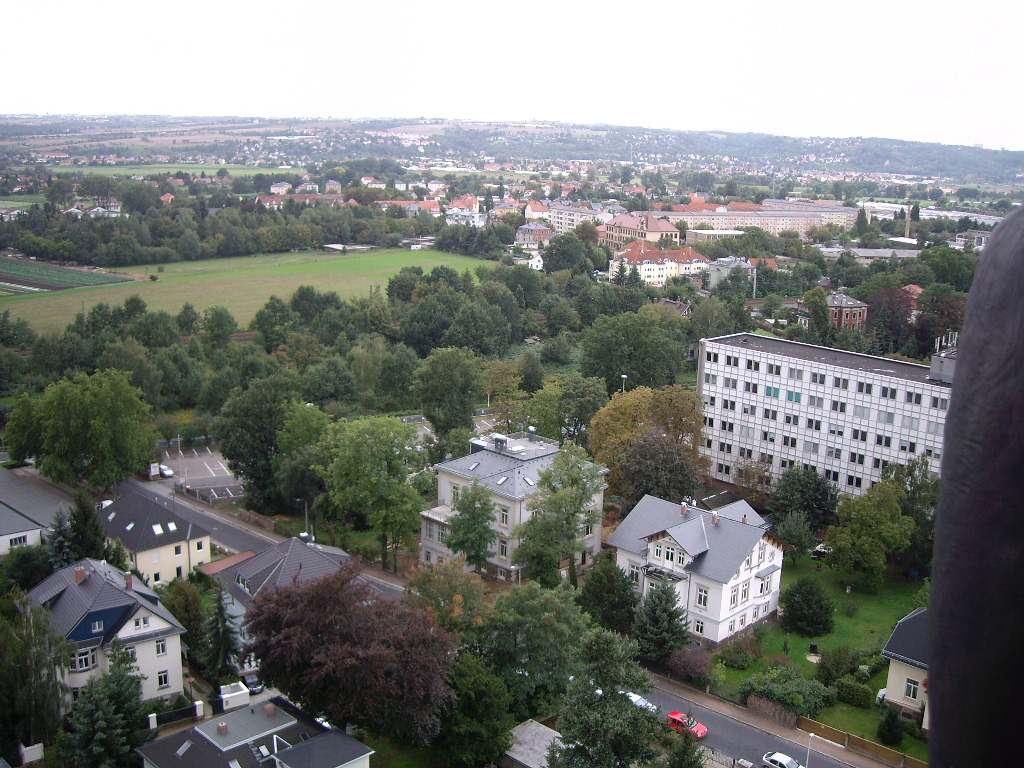
Blick vom Lutherkirchturm: Schumannstraße 3 und 5 (rechts)

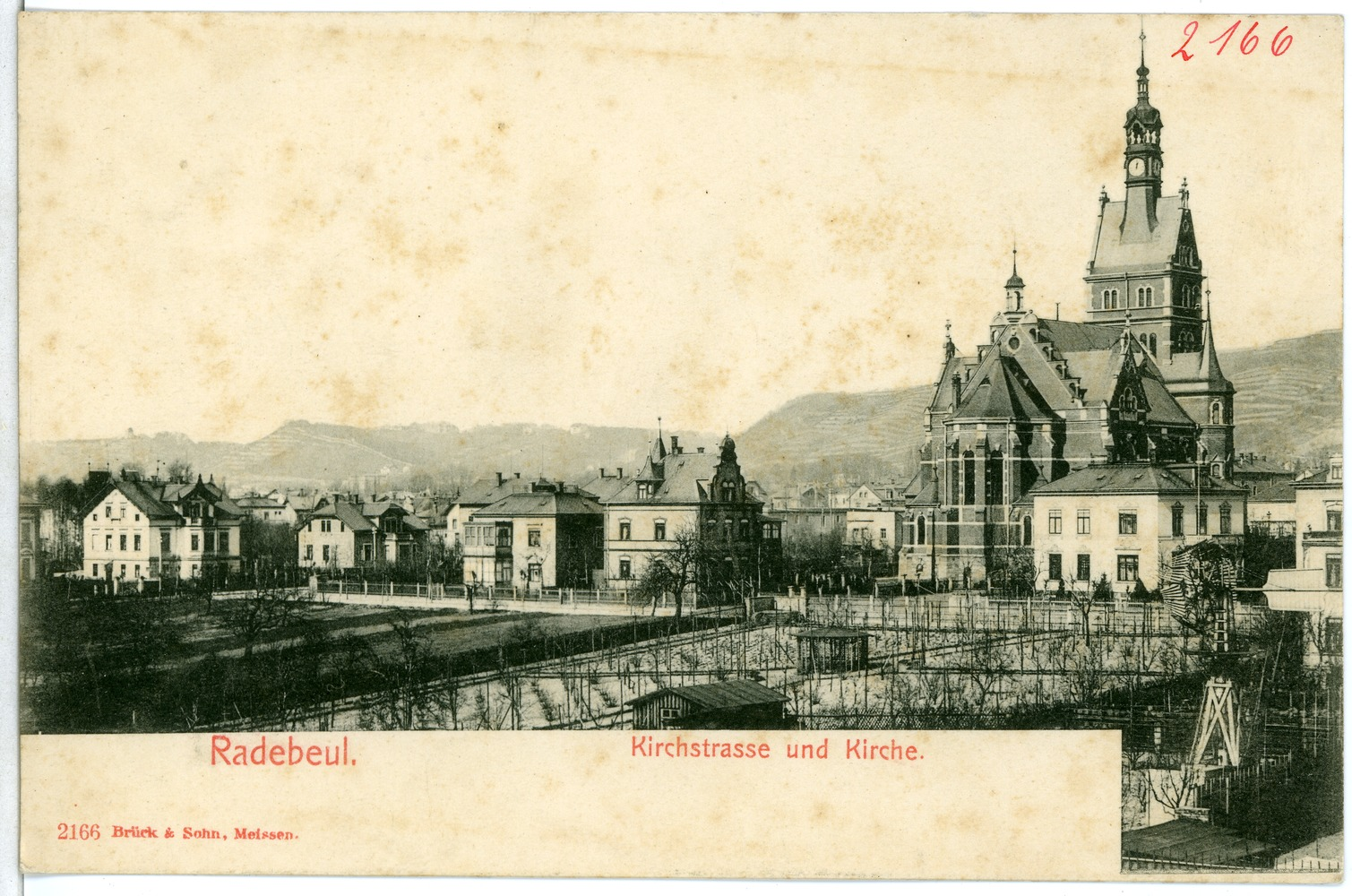
Villa von Johann August Möbius (links), Bildmitte Sonntags Heim und das alte Gemeinde- und Pfarrhaus (1901)

Die eingeschossige, mitsamt Einfriedung unter Denkmalschutz stehende landhausartige Villa steht traufständig auf einem hohen Souterraingeschoss, unten mit Bruchsteinsockel, oben mit Quaderputz. Die Villa hat einen Kniestock sowie ein weit überkragendes, schiefergedecktes Satteldach im Schweizerstil.
In der Straßenansicht steht mittig ein zweigeschossiger Risalit mit einem Giebel, dessen Dachtraufe und Ortgänge durch geschnitzte, hölzerne Konsolen gestützt werden. Vor dem Risalit steht eine polygonale, geschlossene Veranda mit einem Austritt obenauf. Dieser war ursprünglich durch eine Balustrade begrenzt,  heute befindet sich dort ein einfaches, unpassendes Gitter.
In der linken Seitenansicht nach Süden befindet sich ein Palladiomotiv im Giebel. Die heutige Putzgliederung stammt von einer späteren Sanierung, dazu einige schlichte Putz- und Sandsteindekore. Die Fenster werden durch Sandsteingewände eingefasst und im Hauptgeschoss durch gerade Verdachungen bekrönt.
Im Jahr 1914 erhielt sie eine Veranda auf der Rückseite sowie einen flachen Erker auf der Nordseite.
Die Einfriedung besteht aus Eisenzaunfeldern zwischen Sandsteinpfeilern.